# Quamba, Minnesota
Quamba là một thành phố thuộc quận Kanabec, tiểu bang Minnesota, Hoa Kỳ. Năm 2010, dân số của thành phố này là 123 người.

## Dân số
- Dân số năm 2000: 98 người.
- Dân số năm 2010: 123 người.